# Vollenhovia subtilis
Vollenhovia subtilis är en myrart som beskrevs av Carlo Emery 1887. Vollenhovia subtilis ingår i släktet Vollenhovia och familjen myror.

## Underarter
Arten delas in i följande underarter:
- V. s. affinis
- V. s. magna
- V. s. nigrescens
- V. s. subtilis